# 386
3XX (CCCLXXXVI) fue un año común comenzado en jueves del calendario juliano, en vigor en aquella fecha.
En el Imperio romano, el año fue nombrado como el del consulado de Honorio y Euodio, o menos comúnmente, como el 1139 Ab urbe condita, adquiriendo su denominación como 386 a principios de la Edad Media, al establecerse el anno Domini.

## Acontecimientos

### Imperio romano
- Destrucción del templo de Serapis en Alejandría.
- Hispania: se crea la nueva provincia de la Balearica.

### Asia
- En China comienzan las Dinastías Meridionales y Septentrionales, que durarán hasta 589.

## Fallecimientos
- Pulqueria, hija de Teodosio I.
- Cirilo de Jerusalén, religioso cristiano.
- Demófilo de Constantinopla, religioso cristiano.
- Himerio, sofista y retórico griego.